# Hilda Doolittle
Hilda Doolittle, chiamata semplicemente anche con le sue iniziali, H.D. (Bethlehem, 10 settembre 1886 – Zurigo, 27 settembre 1961), è stata una scrittrice e poetessa statunitense.
Fu anche autrice di memorie.

## Biografia
Figlia di un astronomo, frequentò il Bryn Mawr College ritirandosi prima della fine del corso.
Ricordata prevalentemente per la sua partecipazione alla nascita del movimento imagista guidato da Ezra Pound, con il quale ebbe una relazione nell'adolescenza, si distaccò con la maturità dallo stile modernista per abbracciare temi mitologici e personali, influenzati in parte dalle teorie psicoanalitiche di Carl Gustav Jung.
Se la sua lirica Oread ("Oreade") venne giudicata da Pound come il miglior esempio poetico imagista, già ai tempi della prima guerra mondiale le sue opere, sia per il linguaggio e per gli argomenti si accostarono ai modelli dell'antica Grecia.
Dal 1918 H.D. tradusse classici greci, tra i quali l'Ippolito di Euripide.
Nel periodo londinese diresse brevemente la rivista letteraria The Egoist, vicina alla poetica di Pound e T.S. Eliot, e nel dopoguerra intensificò la pubblicazione di raccolte poetiche, come Hymen ("Imene") (1921) e Heliodora and Other Poems ("Eliodora ed altre poesie") (1924).
Scrisse inoltre testi teatrali, adattamenti del teatro greco fra cui Hippolytus temporizes ("Ippolito temporeggia") (1927), e numerosi romanzi.
Si sposò con Richard Aldington, ebbe una figlia, Perdita, da un'altra relazione, fu intima di D.H. Lawrence. Rimase permanentemente in Europa, ed ebbe una lunga relazione con la poetessa Bryher (pseudonimo di Annie Winifred Ellerman), con cui fondò la rivista cinematografica Close-up e la casa di produzione POOL. Di questa rimane solo il film Borderline, che annuncia i temi della produzione letteraria tardiva di H.D., quali l'inconscio e gli stati mentali.
Durante la seconda guerra mondiale la scrittrice raccolse le sue poesie di matrice religiosa nell'opera Tribute to the Angels ("Omaggio agli angeli") (1945).
Si rivelò interessante anche il saggio psicoanalitico intitolatoTribute to Freud (1956), impreziosito dall'aggiunta delle lettere scambiate tra i due personaggi.

## Opere
- Poesia
  - Sea Garden (1916)
  - The God (1917)
  - Translations (1920)
  - Hymen (1921)
  - Heliodora and Other Poems (1924)
  - Hippolytus Temporizes (1927)
  - Red Roses for Bronze (1932)
  - The Walls Do Not Fall (1944)
  - Tribute to the Angels (1945)
  - Trilogy (1946), trad. Trilogia, a cura di Marina Camboni, Caltanissetta: Sciascia, 1993
  - Flowering of the Rod (1946)
  - By Avon River (1949)
  - Helen in Egypt (1961)
  - Hermetic Definition (1972)
- Prosa
  - Notes on Thought and Vision (1919)
  - Paint it Today (scritto nel 1921, pubblicato nel 1992)
  - Asphodel (scritto nel 1921–22, pubblicato nel 1992)
  - Palimpsest (1926)
  - Kora and Ka (1930)
  - Nights (1935)
  - The Hedgehog (1936)
  - Tribute to Freud (1956), trad. I segni sul muro, con alcune lettere inedite di S. Freud all'autrice, trad. di Massimo Ferretti, Roma: Astrolabio, 1973
  - Bid Me to Live (1960)
  - End to Torment: A Memoir of Ezra Pound (1979), trad. Fine al tormento. Ricordo di Ezra Pound, con le lettere di Ezra Pound all'autrice, 1958-1961, a cura di Massimo Bacigalupo, Milano: Rosellina Archinto, 1994, 2013 ISBN 978-88-7768-640-4
  - Hermione (1981)
  - The Gift (1982), trad. Il dono, a cura di Marina Vitale, Pavona di Albano Laziale: Iacobelli, 2012 ISBN 978-88-6252-180-2
  - Visions and Projections (1982), trad. Visioni e proiezioni, a cura di Marina Vitale, Napoli: Liguori, 2006 ISBN 978-88-207-4014-6
  - Majic Ring (scritto nel 1943–44, pubblicato nel 2009)
  - The Sword Went Out to Sea (scritto nel 1946–47, pubblicato nel 2007)
  - White Rose and the Red (scritto nel 1948, pubblicato nel 2009)
  - The Mystery (scritto nel 1948–51, pubblicato nel 2009)
- Tributi
  - H. D., a cura di Mary de Rachewiltz, a cura di Vanni Scheiwiller, Milano: Lucini, 1986